# InterZet
InterZet (с 2014 года — Дом.ru InterZet) — оператор связи, оказывающий телекоммуникационные услуги в Санкт-Петербурге и Ленинградской области.

## Деятельность
Компания «Перспектива», владелец торговой марки InterZet, создана в 2003 году. До конца 2004 года были созданы и успешно работают интернет клубы, а также организованы «домовые» сети в ряде общежитий Выборгского района.
В 2005 году начала работать под маркой InterZet. Строительство «домовой» сети в масштабе города стало возможным благодаря финансовой поддержке группы инвесторов, в активе которых, на тот момент, уже были успешно реализованы следующие проекты: санкт-петербургская образцовая типография и текстильное производство (марка FilloRosso).
Для работы в проекте привлечены ведущие специалисты из разных телекоммуникационых компаний Петербурга. А именно, в части проектирования и строительства сети, из таких компаний как Метроком, ТрансТелеКом. В части работы с корпоративными клиентами — из ПетерСтар. В части организации «домовых» сетей, мультимедийных сервисов и игровых порталов — специалисты из компаний, провайдеров действующих «домовых сетей», среди которых можно отметить компании Winlink и HomeUser.
В технологии строительства используются магистральные каналы Gigabit Ethernet — самонесущий волоконно-оптический кабель с расширяемым каналом до 1 Гбит/сек, соединяющий жилые дома в квартале по воздуху, а также кварталы с сертифицированным узлом связи, располагающимся в центре района.  линии (внутри дома, при длине не более 100 метров): Fast Ethernet — витая пара со скоростью во внутренние сети 100 Мбит/сек.
Компания предоставляет такие услуги как IP-телефония и IPTV в коммерческую эксплуатацию.
С 2011 года компания начала активное предоставление услуг в сегменте B2B (корпоративные клиенты) в городах своего присутствия.
По состоянию на апрель 2017 года компания предоставляет услуги в 35 регионах России в 41 городе.

## Продвижение услуг
Компания вложила более 3 млн  в закупку и установку зеркал в лифтах жилых домов Петербурга. Всего было изготовлено и размещено более 10 тыс. зеркал в восьми районах города.

## Структура
В группу входят компании ООО «Перспектива», ООО «Простор».
С 2014 года ООО «Простор» ликвидировано и внедрено в ООО «Перспектива» в связи с присоединением к ЭР-Телеком Холдинг Лимитед.